# Ross Nicholson
Pour les articles homonymes, voir Nicholson.
Ross Nicholson, né le 8 août 1975 à Gisborne, est un footballeur néo-zélandais évoluant au poste de gardien de but. Il a disputé quatorze rencontres en équipe nationale de Nouvelle-Zélande entre 1998 et 2006.

## Carrière internationale
Ross Nicholson a fait ses débuts en équipe nationale de Nouvelle-Zélande le 28 septembre 1998 contre Vanuatu pour une victoire 8-1 dans le cadre de la Coupe d'Océanie. Il fait ensuite partie de la sélection qui dispute la Coupe des confédérations 1999 au Mexique où il y tient le rôle de remplaçant (c'est Jason Batty qui défend les cages de la sélection). Sa quatorzième et dernière sélection est le 31 mai 2006 contre l'Estonie pour un match nul 0-0.

## Carrière en club
Avec Auckland City FC, il a disputé la Coupe du monde des clubs 2006 au Japon où le club y perd ses deux rencontres.

## Palmarès
- Champion de Nouvelle-Zélande : 1999, 2001 (Central United FC), 2006, 2008 et 2009 (Auckland City FC).
- Vainqueur de la Coupe de Nouvelle-Zélande : 1997, 1998 et 2005.